# Kroměřížský sakramentář
Kroměřížský sakramentář (latinsky Sacramentarium Cremsiriense) patří mezi nejstarší liturgické knihy na území Česka. Jeho první třetina byla sepsána nejspíš v první polovině 9. století, zbytek pak v jeho poslední třetině nebo na začátku 10. století. Je psán karolinskou minuskulou a pochází z Francie, nejspíš z remešské arcidiecéze. Rukopis, který byl do roku 1965 chybně považován za pontifikál (v literatuře uváděn jako Pontificale Romanum), zakoupil ve druhé polovině 
19. století olomoucký arcibiskup Bedřich z Fürstenberka v neznámém antikvariátu za 1000 zlatých, poté, co si nechal specialistou ověřit pravost rukopisu.
Sakramentář má rozměr 245×195 mm a postrádá malířskou výzdobu. Je vázan papírovou lepenkou potaženou červenou safiánovou kůží se zlatou ořízkou. Nyní je uložen v  zámecké knihovně arcibikupského zámku v Kroměříži (RKP 21134, sign. O/c V 1). Sakramentář prozkoumal v roce 1965 profesor František Čáda a napsal o něm stať spolu s kolegou, muzikologem profesorem Františkem Pokorným.